# Ramularia minutissima
Ramularia minutissima är en svampart som först beskrevs av Paul Sydow, och fick sitt nu gällande namn av U. Braun 1988. Ramularia minutissima ingår i släktet Ramularia och familjen Mycosphaerellaceae.   Inga underarter finns listade i Catalogue of Life.